# Знамените личности града Ниша
У Нишу је рођен низ људи значајних за историју овога града, али и за историју државе Србије - научници, државници, књижевници, уметници, политичари, војсковође... Ово је само део списка људи који су задужили овај град.
Људи су наведени по години рођења, од најстарије до најкасније године рођења.

## Рођени у Нишу

### Историјске личности
- Константин Велики (272 — 337), римски цар, рођен у античком Наису (који се налазио на територији савременог града Ниша)
- Констанције III (? — 421), цар западног римског царства, рођен у античком Наису (који се налазио на територији савременог града Ниша)
- Барон Сина Млађи (1783 — 1856), богати аустријски банкар и предузетник грчког порекла

### Политичари
- Тодор Станковић (1852 — 1925), угледна личност националне историје, учесник свих ратова Србије од 1876—1918. године. Национални радник, српски краљевски конзул у Приштини, Скопљу, Битољу и Солуну[1]
- Светислав Милосављевић (1882 — 1960), бан Врбаске бановине и министар саобраћаја у Краљевини Југославији
- Никола Узуновић (1873 — 1954), српски политичар, у два наврата био је председник Владе Краљевине Југославије
- Драгиша Цветковић (1893 — 1969), градоначелник Ниша и премијер Краљевине Југославије
- Душан Чкребић (1927—2022), српски политичар, бивши високи државни и партијски функционер Србије у доба Социјалистичке Федеративне Републике Југославије
- Љубиша Игић (1941—2023), политичар и банкар
- Зоран Живковић (1960), градоначелник Ниша и премијер Републике Србије

### Уметници
- Михаило Голубовић (1872 — 1936), правник и боем, писац „Калчиних прича“
- Боривоје Стевановић (1879 — 1976), сликар, академик САНУ
- Добрица Милутиновић (1880 — 1956), глумац
- Душан Ђ. Цветковић (1892 — 1978), глумац, књижевник и певач
- Вук Трнавски (1917 — 2000), новинар „Политике“ и песник
- Мирољуб Алексић (1919), сликар, професор и директор Школе за примењену уметност у Нишу
- Душан Радовић (1922 — 1986), новинар и књижевник
- Славољуб Слава Богојевић (1922 - 1978), сликар
- Милутин Мића Татић (1923 — 1991), глумац.
- Жика Миленковић (1928 — 2008), глумац
- Васја Станковић (1930 — 1994), позришни и филмски глумац
- Нађа Регин (1931), југословенска глумица позната по улогама у неколико британских филмова током шездесетих година двадесетог века (најпознатије Из Русије с љубављу и Голдфингер), снимила 42 филма и ТВ серије
- Бранко Миљковић (1934 — 1961), један од најпознатијих српских песника друге половине 20. века
- Младен Недељковић Млађа (1936 — 2005), глумац,
- Шабан Бајрамовић (1936 — 2008), међународно признати певач и композитор ромске музике
- Том Лах (1936 — 1985), (право име Драгослав Петровић) песник и приповедач
- Радован Павловски (1937), македонски песник и академик МАНУ
- Михаило Игњатовић (1937-2002), књижевник и преводилац, професор књижевности и музички критичар, оснивач Сићевачке књижевне колоније
- Влада Стојиљковић (1938 — 2002), песник, књижевник, преводилац и ликовни уметник
- Војислав В. Јовановић (1940), писац
- Корнелије Ковач (1942), рок музичар и композитор
- Танасије Узуновић (1942), глумац
- Желимир Жилник (1942), филмски редитељ
- Снежана Никшић (1943), позоришна, филмска и ТВ глумица
- Слободан Стојадиновић, књижевник и уредник часописа „Прича“,
- Владимир Савчић Чоби (1948 — 2009), музичар и глумац
- Десимир Станојевић (1950), глумац
- Зоран Радосављевић Чупа, (1951-2004), музичар и директор НКЦ
- Зоран Стојановић Цига, (1953-2012), био је један од оснивача група "Викторија" и "Mama рoк" које су настале још почетком 70-их година.
- Предраг Милетић (1952), глумац
- Ненад Милосављевић (1954), рок музичар и оснивач Галије
- Аки Рахимовски (1955), рок музичар и оснивач Парног ваљка
- Биљана Крстић (1955), певач рок и народне музике и текстописац
- Предраг Антонијевић (1959), филмски редитељ
- Оливер Њего (1959), баритон, соло певач
- Горан Шепа (1960), рок музичар и оснивач групе Кербер
- Зоран Ћирић (1962), књижевник
- Слободан Цветичанин (1962), оперски певач, баритон
- Небојша Озимић (1962), историчар, књижевник
- Србољуб Динић (1969), диригент
- Данијела Стојановић (1970), глумица у Русији (рус. Даниэла Стоянович)[2]
- Ана Станић (1975), певачица и композитор
- Дејан Стојиљковић (1976), књижевник
- Далибор Поповић Поп (1979), песник
- Рајко Радојковић, глумац и редитељ
- Љубодраг Љуба Милошевић, позоришни редитељ
- Градимир Граца Мирковић, позоришни редитељ и књижевник
- Ђорђе Вукотић, глумац
- Стојан Андрић, професор музике и диригент,
- Милош Петковић (1986), писац
- Иван Калаузовић Иванус (1986), новинар, публициста и писац[3][4]
- Мали Мире (1989), (право име Мирко Перовић), репер и текстописац

### Спортисти
- Томислав Келава (1933), боксер и тренер БК Раднички
- Зоран Живковић (рукометаш) (1945), српски рукометаш, репрезентативац и тренер репрезентације Југославије
- Драган Пантелић (1951), српски фудбалер и репрезентативац Југославије
- Слађана Милојковић (1964), српска спортисткиња и репрезентативка Југославије у фудбалу
- Александар Шоштар (1964), српски ватерполиста и репрезентативац Југославије (олимпијски, светски и европски шампион)
- Драган Стојковић Пикси (1965), српски фудбалер и репрезентативац Југославије
- Лидија Михајловић (1968), српска спортисткиња и репрезентативка Србије у стрељаштву
- Денис Шефик (1976), српски ватерполиста и репрезентативац
- Иван Миљковић (1979), српски одбојкаш и репрезентативац (олимпијски и европски шампион)
- Бојана Поповић (1979), рукометашица и репрезентативка Црне Горе (олимпијска вицешампионка)
- Никола Карабатић (1984), француски рукометаш и репрезентативац (олимпијски, светски и европски шампион)
- Стефан Јовић (1990), српски кошаркаш и репрезентативац (олимпијски, светски и европски вицешампион)
- Сава Ранђеловић (1993), српски ватерполиста и репрезентативац (олимпијски, светски и европски шампион)
- Андрија Живковић (1996), српски фудбалер и репрезентативац (светски шампион до 20 године)
- Немања Радоњић (1996), српски фудбалер и репрезентативац
- Сташа Гејо (1997), српска спортисткиња и репрезентативка Србије у спортском пењању (светска и европска шампионка)

### Научници
- Војислав Стојановић (1906—1991), хирург, учесник Народноослободилачке борбе, санитетски-пуковник ЈНА и почасни доктор Универзитета у Београду
- Нинослав Радовановић (1940), академик проф. др, светски познати кардиохирург[5]
- Нинослав Стојадиновић, академик проф. др на Електронском факултету у Нишу

## Познати по томе што су неко време живели и радили у Нишу
- Стеван Синђелић (1770 — 1809), војвода из Првог српског устанка; погинуо у бици на Чегру,
- Никола Христодулу (? - ?), трговац
- Петар М. Аранђеловић, фотограф, дворски фотограф краља Милана
- Јован Апел (? — 1907), индустријалац и оснивач прве пиваре у Нишу,
- Владан Ђорђевић (1844 — 1930), лекар, књижевник и политичар, председник министарског савета (владе) и санитетски пуковник. Оснивач и први Управник Војне болнице у Нишу,
- Лаза Лазаревић (1851—1891), лекар и књижевник
- Стеван Сремац (1855 — 1906), српски књижевник, дошао у Ниш убрзо након ослобођења од отоманске власти; писао о животу старог Ниша (Ивкова слава, Зона Замфирова),
- Јеремија Живановић (1874 — 1940), књижевник, средњошколски професор, покретач часописа Градине и бан Моравске бановине
- Велимир Живојиновић Масука (1886—1974), књижевник, преводилац и директор Народног позоришта у Нишу
- Миливој Поповић Мавид (1909 – 1994) позоришни и филмски глумац
- Мира Ступица (1923 — 2016), глумица
- Еуген Вербер (1923 – 1995), глумац, преводилац с хебрејског („Талмуд“) и књижевник
- Александар Ђорђевић (1924 – 2005), позоришни и ТВ редитељ
- Радмила Савићевић (1926 - 2001), глумица
- Жижа Стојановић (1930), глумица
- Србољуб Срба Ивановић (1930 – 2007), глумац Народног позоришта и певач
- Патријарх српски Иринеј (1930), дугогодишњи епископ Нишки а од 2010. године 45. врховни поглавар Српске православне цркве
- Велимир Бата Живојиновић, (1933), глумац
- Љубиша Самарџић (1936), глумац, редитељ и продуцент
- Радисав Радојковић (1937), глумац
- Драган Холцер (1945), југословенски фудбалер
- Чедомир Тодоровић (1868-1944), срески начелник, Нишлија
- Драгослав Тодоровић Пура (1915-1985),истакнути економиста, водник артиљеријске батерије и ађутант дивизиона, живео у Нишу
- Смиљко Костић (1945), дугогодишњи директор ДИН и градоначелник Ниша
- Горан Паскаљевић (1947), филмски редитељ; одгајили су га баба и деда у Нишу (1949—1963), након развода његових родитеља
- Радош Бајић (1953), глумац, редитељ, књижевник и продуцент
- Горан Паскаљевић (1947), филмски редитељ; одгајили су га баба и деда у Нишу (1949—1963), након развода његових родитеља
- Градимир Миловановић (1948), математичар, дописни члан САНУ и редовни професор Електронског факултета у Нишу[6]
- Љубиша Ружић, директор Народног позоришта у времену (1954 – 1964),
- Мима Вуковић Курић, глумица
- Божидар Савићевић, глумац

### Научници
- Градимир Миловановић (1948), математичар, дописни члан САНУ и редовни професор Електронског факултета у Нишу[6]
- Стојан Богдановић (1944), математичар, редовни професор (у пензији) Економског факултета Универзитета у Нишу и писац.[7]